# Liste der Autorenbeteiligungen und Produktionen von Peter Heppner
Dies ist eine Übersicht über die Kompositionen und Produktionen des deutschen Musikers, Komponisten und Musikproduzenten Peter Heppner. Zu berücksichtigen ist, dass Hitmedleys, Remixe, Liveaufnahmen oder Neuaufnahmen des gleichen Interpreten nicht aufgeführt werden.

## ()
| Jahr | Titel                                                          | Interpret     | Komponist                   | Liedtexter                  | Produzent                   |
| ---- | -------------------------------------------------------------- | ------------- | --------------------------- | --------------------------- | --------------------------- |
| 2018 | … und ich tanz’                                                | Peter Heppner | Grünes Häkchensymbol für ja | Grünes Häkchensymbol für ja |                             |
| 1993 | (The Obvious Fact That) Scars Remain (And How to Cope with It) | Wolfsheim     | Grünes Häkchensymbol für ja | Grünes Häkchensymbol für ja | Grünes Häkchensymbol für ja |

## A
| Jahr | Titel                              | Interpret                                   | Komponist                   | Liedtexter                  | Produzent                   |
| ---- | ---------------------------------- | ------------------------------------------- | --------------------------- | --------------------------- | --------------------------- |
| 1996 | A Broken Whisper                   | Wolfsheim                                   | Grünes Häkchensymbol für ja | Grünes Häkchensymbol für ja | Grünes Häkchensymbol für ja |
| 1992 | A Look into Your Heart             | Wolfsheim                                   | Grünes Häkchensymbol für ja | Grünes Häkchensymbol für ja |                             |
| 2012 | A Love Divine                      | Peter Heppner                               | Grünes Häkchensymbol für ja | Grünes Häkchensymbol für ja |                             |
| 1997 | A Million Lovesongs                | Wolfsheim                                   | Grünes Häkchensymbol für ja | Grünes Häkchensymbol für ja |                             |
| 1996 | A Million Miles                    | Wolfsheim                                   | Grünes Häkchensymbol für ja | Grünes Häkchensymbol für ja | Grünes Häkchensymbol für ja |
| 1996 | A New Starsystem Has Been Explored | Wolfsheim feat. Heike Nebel                 | Grünes Häkchensymbol für ja | Grünes Häkchensymbol für ja | Grünes Häkchensymbol für ja |
| 1996 | A Rambling Shadow                  | Wolfsheim                                   | Grünes Häkchensymbol für ja | Grünes Häkchensymbol für ja | Grünes Häkchensymbol für ja |
| 1989 | Against the Clock                  | Wolfsheim                                   |                             | Grünes Häkchensymbol für ja | Grünes Häkchensymbol für ja |
| 2018 | All Is Shadow                      | Peter Heppner                               | Grünes Häkchensymbol für ja | Grünes Häkchensymbol für ja |                             |
| 2008 | Alleinesein                        | Peter Heppner                               | Grünes Häkchensymbol für ja | Grünes Häkchensymbol für ja |                             |
| 2012 | Alles klar! – Lied für Wettkämpfe  | Peter Heppner                               | Grünes Häkchensymbol für ja | Grünes Häkchensymbol für ja |                             |
| 2004 | Aus Gold                           | Milù mit Kim Sanders & Peter Heppner        |                             | Grünes Häkchensymbol für ja |                             |
| 1989 | Always                             | Wolfsheim                                   | Grünes Häkchensymbol für ja | Grünes Häkchensymbol für ja |                             |
| 2003 | And I…                             | Wolfsheim feat. Gereon Basso & Martin Ziaja | Grünes Häkchensymbol für ja | Grünes Häkchensymbol für ja |                             |
| 1988 | Angels in Jar                      | Wolfsheim                                   | Grünes Häkchensymbol für ja | Grünes Häkchensymbol für ja |                             |
| 1992 | Angry Today                        | Wolfsheim                                   | Grünes Häkchensymbol für ja | Grünes Häkchensymbol für ja |                             |
| 1991 | Annie                              | Wolfsheim                                   | Grünes Häkchensymbol für ja | Grünes Häkchensymbol für ja | Grünes Häkchensymbol für ja |
| 1992 | Anybody’s Window                   | Wolfsheim                                   | Grünes Häkchensymbol für ja | Grünes Häkchensymbol für ja |                             |
| 1996 | Anyway                             | Wolfsheim                                   | Grünes Häkchensymbol für ja | Grünes Häkchensymbol für ja | Grünes Häkchensymbol für ja |
| 2003 | Approaching Lightspeed             | Wolfsheim                                   | Grünes Häkchensymbol für ja | Grünes Häkchensymbol für ja |                             |
| 2012 | Au Large                           | Peter Heppner                               | Grünes Häkchensymbol für ja |                             |                             |
| 1993 | Auf ein Wort …                     | Wolfsheim                                   | Grünes Häkchensymbol für ja | Grünes Häkchensymbol für ja | Grünes Häkchensymbol für ja |

## B
| Jahr | Titel                                  | Interpret                          | Komponist                   | Liedtexter                  | Produzent                   |
| ---- | -------------------------------------- | ---------------------------------- | --------------------------- | --------------------------- | --------------------------- |
| 2008 | Being Me                               | Peter Heppner                      | Grünes Häkchensymbol für ja | Grünes Häkchensymbol für ja |                             |
| 2018 | Best Things in Life (Salt & Waves Mix) | Peter Heppner                      | Grünes Häkchensymbol für ja | Grünes Häkchensymbol für ja |                             |
| 1999 | Blind                                  | Wolfsheim feat. José Alvarez-Brill | Grünes Häkchensymbol für ja | Grünes Häkchensymbol für ja | Grünes Häkchensymbol für ja |
| 2004 | Blind                                  | Wolfsheim                          | Grünes Häkchensymbol für ja | Grünes Häkchensymbol für ja | Grünes Häkchensymbol für ja |

## C
| Jahr | Titel           | Interpret                  | Komponist                   | Liedtexter                  | Produzent                   |
| ---- | --------------- | -------------------------- | --------------------------- | --------------------------- | --------------------------- |
| 1988 | Can Manage      | Wolfsheim                  |                             | Grünes Häkchensymbol für ja | Grünes Häkchensymbol für ja |
| 1992 | Can Manage      | Wolfsheim feat. Marlon Shy | Grünes Häkchensymbol für ja | Grünes Häkchensymbol für ja |                             |
| 2003 | Care for You    | Wolfsheim                  | Grünes Häkchensymbol für ja | Grünes Häkchensymbol für ja |                             |
| 2018 | Chance          | Peter Heppner              | Grünes Häkchensymbol für ja | Grünes Häkchensymbol für ja |                             |
| 1993 | Childhood Cruel | Wolfsheim                  | Grünes Häkchensymbol für ja | Grünes Häkchensymbol für ja | Grünes Häkchensymbol für ja |
| 1995 | Circles         | Wolfsheim                  | Grünes Häkchensymbol für ja | Grünes Häkchensymbol für ja |                             |
| 1995 | Closer Still    | Wolfsheim                  | Grünes Häkchensymbol für ja | Grünes Häkchensymbol für ja | Grünes Häkchensymbol für ja |
| 2012 | Cry Tonight     | Peter Heppner              | Grünes Häkchensymbol für ja | Grünes Häkchensymbol für ja |                             |

## D
| Jahr | Titel                                      | Interpret                                               | Komponist                   | Liedtexter                  | Produzent                   |
| ---- | ------------------------------------------ | ------------------------------------------------------- | --------------------------- | --------------------------- | --------------------------- |
| 2012 | D’antan                                    | Peter Heppner                                           | Grünes Häkchensymbol für ja |                             |                             |
| 2008 | Das geht vorbei…                           | Peter Heppner                                           | Grünes Häkchensymbol für ja | Grünes Häkchensymbol für ja |                             |
| 2012 | Deserve to Be Alone                        | Peter Heppner feat. Kim Sanders                         | Grünes Häkchensymbol für ja | Grünes Häkchensymbol für ja |                             |
| 1998 | Die Flut                                   | Witt / Heppner                                          | Grünes Häkchensymbol für ja | Grünes Häkchensymbol für ja |                             |
| 2000 | Die Flut                                   | Mambo Kurt feat. Tom Angelripper                        | Grünes Häkchensymbol für ja | Grünes Häkchensymbol für ja |                             |
| 2010 | Dieser Augenblick                          | Alvarez vs. Heppner                                     |                             | Grünes Häkchensymbol für ja |                             |
| 1989 | Don’t Sorrow                               | Wolfsheim                                               |                             | Grünes Häkchensymbol für ja | Grünes Häkchensymbol für ja |
| 1992 | Don’t Sorrow                               | Wolfsheim (Liedtitel: It’s Not Too Late (Don’t Sorrow)) | Grünes Häkchensymbol für ja | Grünes Häkchensymbol für ja | Grünes Häkchensymbol für ja |
| 2012 | Dream of Christmas / Traum von Weihnachten | Peter Heppner                                           |                             | Grünes Häkchensymbol für ja |                             |
| 2001 | Dream of You                               | Schiller mit Heppner                                    |                             | Grünes Häkchensymbol für ja |                             |
| 1988 | Dressed in Red                             | Wolfsheim                                               |                             | Grünes Häkchensymbol für ja | Grünes Häkchensymbol für ja |

## E
| Jahr | Titel                       | Interpret     | Komponist                   | Liedtexter                  | Produzent                   |
| ---- | --------------------------- | ------------- | --------------------------- | --------------------------- | --------------------------- |
| 1999 | E                           | Wolfsheim     | Grünes Häkchensymbol für ja | Grünes Häkchensymbol für ja | Grünes Häkchensymbol für ja |
| 2008 | Easy                        | Peter Heppner | Grünes Häkchensymbol für ja | Grünes Häkchensymbol für ja |                             |
| 1989 | Elias                       | Wolfsheim     |                             | Grünes Häkchensymbol für ja | Grünes Häkchensymbol für ja |
| 1993 | Entropy                     | Wolfsheim     | Grünes Häkchensymbol für ja | Grünes Häkchensymbol für ja | Grünes Häkchensymbol für ja |
| 2012 | Épilogue                    | Peter Heppner | Grünes Häkchensymbol für ja | Grünes Häkchensymbol für ja |                             |
| 2003 | Everyone Who Casts a Shadow | Wolfsheim     | Grünes Häkchensymbol für ja | Grünes Häkchensymbol für ja |                             |

## F
| Jahr | Titel                | Interpret                          | Komponist                   | Liedtexter                  | Produzent                   |
| ---- | -------------------- | ---------------------------------- | --------------------------- | --------------------------- | --------------------------- |
| 1999 | F                    | Wolfsheim                          | Grünes Häkchensymbol für ja | Grünes Häkchensymbol für ja | Grünes Häkchensymbol für ja |
| 1993 | Faith                | Wolfsheim                          | Grünes Häkchensymbol für ja | Grünes Häkchensymbol für ja | Grünes Häkchensymbol für ja |
| 2003 | Find You’re Here     | Wolfsheim                          | Grünes Häkchensymbol für ja | Grünes Häkchensymbol für ja | Grünes Häkchensymbol für ja |
| 2003 | Find You’re Gone     | Wolfsheim                          | Grünes Häkchensymbol für ja | Grünes Häkchensymbol für ja | Grünes Häkchensymbol für ja |
| 1992 | Following You        | Wolfsheim feat. José Alvarez-Brill | Grünes Häkchensymbol für ja | Grünes Häkchensymbol für ja |                             |
| 1999 | For You              | Wolfsheim                          | Grünes Häkchensymbol für ja | Grünes Häkchensymbol für ja | Grünes Häkchensymbol für ja |
| 1993 | For You I’m Bleeding | Wolfsheim                          | Grünes Häkchensymbol für ja | Grünes Häkchensymbol für ja | Grünes Häkchensymbol für ja |
| 2018 | Fremd in diesem Land | Peter Heppner                      | Grünes Häkchensymbol für ja | Grünes Häkchensymbol für ja |                             |

## G
| Jahr | Titel                                       | Interpret               | Komponist                   | Liedtexter                  | Produzent                   |
| ---- | ------------------------------------------- | ----------------------- | --------------------------- | --------------------------- | --------------------------- |
| 1989 | Gates                                       | Wolfsheim               |                             | Grünes Häkchensymbol für ja | Grünes Häkchensymbol für ja |
| 1993 | Gates                                       | Wolfsheim               | Grünes Häkchensymbol für ja | Grünes Häkchensymbol für ja | Grünes Häkchensymbol für ja |
| 2018 | Gib mir doch’n Grund                        | Peter Heppner           | Grünes Häkchensymbol für ja | Grünes Häkchensymbol für ja |                             |
| 2012 | Give Us What We Need (Truth Is Not the Key) | Peter Heppner           | Grünes Häkchensymbol für ja | Grünes Häkchensymbol für ja |                             |
| 2001 | Glasgarten                                  | Goethes Erben / Heppner |                             | Grünes Häkchensymbol für ja |                             |
| 2012 | God Smoked                                  | Peter Heppner           | Grünes Häkchensymbol für ja | Grünes Häkchensymbol für ja |                             |
| 2018 | Good Things Break                           | Peter Heppner           | Grünes Häkchensymbol für ja | Grünes Häkchensymbol für ja |                             |

## H
| Jahr | Titel                   | Interpret      | Komponist                   | Liedtexter                  | Produzent                   |
| ---- | ----------------------- | -------------- | --------------------------- | --------------------------- | --------------------------- |
| 2010 | Haus der drei Sonnen    | Nena & Heppner |                             |                             | Grünes Häkchensymbol für ja |
| 2018 | Hermann Hesse: Im Nebel | Peter Heppner  | Grünes Häkchensymbol für ja |                             |                             |
| 1998 | Heroin, She Said        | Wolfsheim      | Grünes Häkchensymbol für ja | Grünes Häkchensymbol für ja | Grünes Häkchensymbol für ja |
| 2018 | Herz (Metropolis)       | Peter Heppner  | Grünes Häkchensymbol für ja | Grünes Häkchensymbol für ja |                             |

## I
| Jahr | Titel                           | Interpret     | Komponist                   | Liedtexter                  | Produzent                   |
| ---- | ------------------------------- | ------------- | --------------------------- | --------------------------- | --------------------------- |
| 1999 | I Don’t Love You Anymore        | Wolfsheim     | Grünes Häkchensymbol für ja | Grünes Häkchensymbol für ja | Grünes Häkchensymbol für ja |
| 2008 | I Hate You                      | Peter Heppner | Grünes Häkchensymbol für ja | Grünes Häkchensymbol für ja |                             |
| 2018 | I Will Hurt You (Temple.Mix)    | Peter Heppner | Grünes Häkchensymbol für ja | Grünes Häkchensymbol für ja |                             |
| 2003 | I Won’t Believe                 | Wolfsheim     | Grünes Häkchensymbol für ja | Grünes Häkchensymbol für ja |                             |
| 2003 | In Time                         | Wolfsheim     | Grünes Häkchensymbol für ja | Grünes Häkchensymbol für ja |                             |
| 1996 | India Theme                     | Wolfsheim     | Grünes Häkchensymbol für ja | Grünes Häkchensymbol für ja | Grünes Häkchensymbol für ja |
| 2003 | Iou                             | Wolfsheim     | Grünes Häkchensymbol für ja | Grünes Häkchensymbol für ja |                             |
| 1998 | It’s Hurting for the First Time | Wolfsheim     | Grünes Häkchensymbol für ja | Grünes Häkchensymbol für ja | Grünes Häkchensymbol für ja |
| 2012 | I Won’t Give Up                 | Peter Heppner | Grünes Häkchensymbol für ja | Grünes Häkchensymbol für ja |                             |

## J
| Jahr | Titel         | Interpret     | Komponist                   | Liedtexter                  | Produzent |
| ---- | ------------- | ------------- | --------------------------- | --------------------------- | --------- |
| 2018 | Just One Word | Peter Heppner | Grünes Häkchensymbol für ja | Grünes Häkchensymbol für ja |           |

## K
| Jahr | Titel             | Interpret                                  | Komponist                   | Liedtexter                  | Produzent                   |
| ---- | ----------------- | ------------------------------------------ | --------------------------- | --------------------------- | --------------------------- |
| 1993 | Kaufrausch        | Wolfsheim                                  | Grünes Häkchensymbol für ja | Grünes Häkchensymbol für ja | Grünes Häkchensymbol für ja |
| 2003 | Kein Zurück       | Wolfsheim                                  | Grünes Häkchensymbol für ja | Grünes Häkchensymbol für ja |                             |
| 2004 | Kein Zurück       | Henk Westbroek (Liedtitel: Geen weg terug) | Grünes Häkchensymbol für ja | Grünes Häkchensymbol für ja |                             |
| 2005 | Kein Zurück       | Scala & Kolacny Brothers                   | Grünes Häkchensymbol für ja | Grünes Häkchensymbol für ja |                             |
| 2010 | Kein Zurück       | Seelennacht                                | Grünes Häkchensymbol für ja | Grünes Häkchensymbol für ja |                             |
| 1989 | Kissing the Wall  | Wolfsheim                                  | Grünes Häkchensymbol für ja | Grünes Häkchensymbol für ja |                             |
| 1992 | Kissing the Wall  | Wolfsheim                                  | Grünes Häkchensymbol für ja | Grünes Häkchensymbol für ja |                             |
| 1999 | Künstliche Welten | Wolfsheim                                  | Grünes Häkchensymbol für ja | Grünes Häkchensymbol für ja | Grünes Häkchensymbol für ja |

## L
| Jahr | Titel                | Interpret                          | Komponist                   | Liedtexter                  | Produzent                   |
| ---- | -------------------- | ---------------------------------- | --------------------------- | --------------------------- | --------------------------- |
| 1996 | La danse des soleils | Wolfsheim                          | Grünes Häkchensymbol für ja |                             | Grünes Häkchensymbol für ja |
| 1991 | Leading Man          | Wolfsheim                          | Grünes Häkchensymbol für ja | Grünes Häkchensymbol für ja |                             |
| 1996 | Leave No Deed Undone | Wolfsheim                          | Grünes Häkchensymbol für ja | Grünes Häkchensymbol für ja | Grünes Häkchensymbol für ja |
| 2003 | Leben … I Feel You   | Schiller mit Heppner               | Grünes Häkchensymbol für ja | Grünes Häkchensymbol für ja |                             |
| 2012 | Letter from America  | Peter Heppner                      | Grünes Häkchensymbol für ja | Grünes Häkchensymbol für ja |                             |
| 2000 | Lieber Gott          | Umbra et Imago feat. Peter Heppner |                             | Grünes Häkchensymbol für ja |                             |
| 1992 | Listen!              | Wolfsheim                          | Grünes Häkchensymbol für ja | Grünes Häkchensymbol für ja |                             |
| 1998 | Love Is Strange      | Wolfsheim                          |                             |                             | Grünes Häkchensymbol für ja |
| 1988 | Love Mission         | Wolfsheim                          |                             | Grünes Häkchensymbol für ja | Grünes Häkchensymbol für ja |
| 1993 | Lovesong             | Wolfsheim                          | Grünes Häkchensymbol für ja | Grünes Häkchensymbol für ja | Grünes Häkchensymbol für ja |

## M
| Jahr | Titel      | Interpret     | Komponist                   | Liedtexter                  | Produzent |
| ---- | ---------- | ------------- | --------------------------- | --------------------------- | --------- |
| 2012 | Meine Welt | Peter Heppner | Grünes Häkchensymbol für ja | Grünes Häkchensymbol für ja |           |
| 2015 | Meine Welt | Solar Fake    | Grünes Häkchensymbol für ja | Grünes Häkchensymbol für ja |           |

## N
| Jahr | Titel                   | Interpret     | Komponist                   | Liedtexter                  | Produzent                   |
| ---- | ----------------------- | ------------- | --------------------------- | --------------------------- | --------------------------- |
| 1989 | Nast                    | Wolfsheim     |                             | Grünes Häkchensymbol für ja | Grünes Häkchensymbol für ja |
| 1993 | No Happy View           | Wolfsheim     | Grünes Häkchensymbol für ja | Grünes Häkchensymbol für ja | Grünes Häkchensymbol für ja |
| 2012 | Noch nicht soweit       | Peter Heppner | Grünes Häkchensymbol für ja | Grünes Häkchensymbol für ja |                             |
| 2008 | No Matter What It Takes | Peter Heppner | Grünes Häkchensymbol für ja | Grünes Häkchensymbol für ja |                             |
| 2018 | Nothing Ends            | Peter Heppner | Grünes Häkchensymbol für ja | Grünes Häkchensymbol für ja |                             |
| 1993 | Now I Fall              | Wolfsheim     | Grünes Häkchensymbol für ja | Grünes Häkchensymbol für ja | Grünes Häkchensymbol für ja |

## O
| Jahr | Titel              | Interpret                         | Komponist                   | Liedtexter                  | Produzent                   |
| ---- | ------------------ | --------------------------------- | --------------------------- | --------------------------- | --------------------------- |
| 1996 | Old Man’s Valley   | Wolfsheim feat. Roger Sanchez     | Grünes Häkchensymbol für ja | Grünes Häkchensymbol für ja | Grünes Häkchensymbol für ja |
| 1996 | Old Piano Theme    | Wolfsheim                         | Grünes Häkchensymbol für ja | Grünes Häkchensymbol für ja | Grünes Häkchensymbol für ja |
| 2018 | Once Again         | Peter Heppner                     | Grünes Häkchensymbol für ja | Grünes Häkchensymbol für ja |                             |
| 1998 | Once in a Lifetime | Wolfsheim                         | Grünes Häkchensymbol für ja | Grünes Häkchensymbol für ja | Grünes Häkchensymbol für ja |
| 1999 | Once in a Lifetime | 883 (Liedtitel: Almeno una volta) | Grünes Häkchensymbol für ja | Grünes Häkchensymbol für ja |                             |
| 2005 | Once in a Lifetime | DJ Baby Anne feat. Wolfsheim      | Grünes Häkchensymbol für ja | Grünes Häkchensymbol für ja |                             |

## P
| Jahr | Titel               | Interpret     | Komponist                   | Liedtexter                  | Produzent                   |
| ---- | ------------------- | ------------- | --------------------------- | --------------------------- | --------------------------- |
| 1988 | Paradoxial Triumph  | Wolfsheim     |                             | Grünes Häkchensymbol für ja | Grünes Häkchensymbol für ja |
| 2012 | Pénombre Islandaise | Peter Heppner | Grünes Häkchensymbol für ja |                             |                             |
| 2012 | Prologue            | Peter Heppner | Grünes Häkchensymbol für ja |                             |                             |

## R
| Jahr | Titel          | Interpret | Komponist                   | Liedtexter                  | Produzent                   |
| ---- | -------------- | --------- | --------------------------- | --------------------------- | --------------------------- |
| 1999 | Read the Lines | Wolfsheim | Grünes Häkchensymbol für ja | Grünes Häkchensymbol für ja | Grünes Häkchensymbol für ja |
| 1995 | Real           | Wolfsheim | Grünes Häkchensymbol für ja | Grünes Häkchensymbol für ja |                             |

## S
| Jahr | Titel           | Interpret     | Komponist                   | Liedtexter                  | Produzent                   |
| ---- | --------------- | ------------- | --------------------------- | --------------------------- | --------------------------- |
| 2018 | Sedate Yourself | Peter Heppner | Grünes Häkchensymbol für ja | Grünes Häkchensymbol für ja |                             |
| 1988 | Slaughterhouse  | Wolfsheim     |                             | Grünes Häkchensymbol für ja | Grünes Häkchensymbol für ja |
| 1999 | Sleep Somehow   | Wolfsheim     | Grünes Häkchensymbol für ja | Grünes Häkchensymbol für ja | Grünes Häkchensymbol für ja |
| 2018 | Standing Tall   | Peter Heppner | Grünes Häkchensymbol für ja | Grünes Häkchensymbol für ja |                             |
| 2008 | Suddenly        | Peter Heppner | Grünes Häkchensymbol für ja | Grünes Häkchensymbol für ja |                             |

## T
| Jahr | Titel                             | Interpret                    | Komponist                   | Liedtexter                  | Produzent                   |
| ---- | --------------------------------- | ---------------------------- | --------------------------- | --------------------------- | --------------------------- |
| 1995 | Tapir                             | Wolfsheim                    | Grünes Häkchensymbol für ja | Grünes Häkchensymbol für ja | Grünes Häkchensymbol für ja |
| 1988 | Tarcoola Railway                  | Wolfsheim                    |                             | Grünes Häkchensymbol für ja | Grünes Häkchensymbol für ja |
| 1993 | Tender Days                       | Wolfsheim feat. Ollie Orange | Grünes Häkchensymbol für ja | Grünes Häkchensymbol für ja | Grünes Häkchensymbol für ja |
| 1991 | The Sparrows and the Nightingales | Wolfsheim                    | Grünes Häkchensymbol für ja | Grünes Häkchensymbol für ja |                             |
| 1996 | The Sparrows and the Nightingales | Renegade                     | Grünes Häkchensymbol für ja | Grünes Häkchensymbol für ja |                             |
| 1999 | The Sparrows and the Nightingales | Mark ’Oh vs. John Davis      | Grünes Häkchensymbol für ja | Grünes Häkchensymbol für ja |                             |
| 2000 | The Sparrows and the Nightingales | Scream Silence               | Grünes Häkchensymbol für ja | Grünes Häkchensymbol für ja |                             |
| 2004 | The Sparrows and the Nightingales | The Echoing Green            | Grünes Häkchensymbol für ja | Grünes Häkchensymbol für ja |                             |
| 2008 | The Sparrows and the Nightingales | Gürcan Erdem                 | Grünes Häkchensymbol für ja | Grünes Häkchensymbol für ja |                             |
| 2018 | Theresienstadt: Hinter der Mauer  | Peter Heppner                | Grünes Häkchensymbol für ja | Grünes Häkchensymbol für ja |                             |
| 2003 | This Is for Love                  | Wolfsheim                    | Grünes Häkchensymbol für ja | Grünes Häkchensymbol für ja |                             |
| 1992 | This Time                         | Wolfsheim                    | Grünes Häkchensymbol für ja | Grünes Häkchensymbol für ja |                             |
| 1999 | Touch                             | Wolfsheim                    | Grünes Häkchensymbol für ja | Grünes Häkchensymbol für ja | Grünes Häkchensymbol für ja |
| 1996 | Traces of China                   | Wolfsheim                    | Grünes Häkchensymbol für ja | Grünes Häkchensymbol für ja | Grünes Häkchensymbol für ja |
| 1998 | Twelve                            | Heppner                      | Grünes Häkchensymbol für ja | Grünes Häkchensymbol für ja | Grünes Häkchensymbol für ja |

## U
| Jahr | Titel               | Interpret     | Komponist                   | Liedtexter                  | Produzent                   |
| ---- | ------------------- | ------------- | --------------------------- | --------------------------- | --------------------------- |
| 2014 | Über grüne Wiesen   | Wolfsheim     |                             | J [ 1 ]                     | J [ 2 ]                     |
| 1996 | Übers Jahr          | Wolfsheim     | Grünes Häkchensymbol für ja | Grünes Häkchensymbol für ja | Grünes Häkchensymbol für ja |
| 2003 | Underneath the Veil | Wolfsheim     | Grünes Häkchensymbol für ja | Grünes Häkchensymbol für ja |                             |
| 2018 | Unloveable          | Peter Heppner | Grünes Häkchensymbol für ja | Grünes Häkchensymbol für ja |                             |
| 1996 | Upstairs            | Wolfsheim     | Grünes Häkchensymbol für ja | Grünes Häkchensymbol für ja | Grünes Häkchensymbol für ja |

## V
| Jahr | Titel                | Interpret                    | Komponist                   | Liedtexter                  | Produzent |
| ---- | -------------------- | ---------------------------- | --------------------------- | --------------------------- | --------- |
| 2018 | Viele schöne Stunden | Peter Heppner                | Grünes Häkchensymbol für ja | Grünes Häkchensymbol für ja |           |
| 2005 | Vielleicht?          | Alvarez & Heppner            |                             | Grünes Häkchensymbol für ja |           |
| 2008 | Vorbei               | Peter Heppner                | Grünes Häkchensymbol für ja | Grünes Häkchensymbol für ja |           |
| 2008 | Vorbei               | Peter Heppner feat. Moonrise | Grünes Häkchensymbol für ja | Grünes Häkchensymbol für ja |           |

## W
| Jahr | Titel                         | Interpret              | Komponist                   | Liedtexter                  | Produzent                   |
| ---- | ----------------------------- | ---------------------- | --------------------------- | --------------------------- | --------------------------- |
| 2008 | Walter (London or Manchester) | Peter Heppner          | Grünes Häkchensymbol für ja | Grünes Häkchensymbol für ja |                             |
| 2018 | Was bleibt?                   | Heppner feat. Witt     | Grünes Häkchensymbol für ja | Grünes Häkchensymbol für ja |                             |
| 2012 | Whenever I Miss You           | Peter Heppner          | Grünes Häkchensymbol für ja | Grünes Häkchensymbol für ja |                             |
| 1989 | Where Greed Talks             | Wolfsheim              |                             | Grünes Häkchensymbol für ja | Grünes Häkchensymbol für ja |
| 2008 | Wherever                      | Peter Heppner          | Grünes Häkchensymbol für ja | Grünes Häkchensymbol für ja |                             |
| 2004 | Wir sind wir                  | Paul van Dyk / Heppner | Grünes Häkchensymbol für ja | Grünes Häkchensymbol für ja |                             |
| 2003 | Wundervoll                    | Wolfsheim              | Grünes Häkchensymbol für ja | Grünes Häkchensymbol für ja |                             |

## Y
| Jahr | Titel                                 | Interpret     | Komponist                   | Liedtexter                  | Produzent |
| ---- | ------------------------------------- | ------------- | --------------------------- | --------------------------- | --------- |
| 2018 | You Don’t Love Me (feat. Kim Sanders) | Peter Heppner | Grünes Häkchensymbol für ja | Grünes Häkchensymbol für ja |           |
| 1992 | Youth & Greed                         | Wolfsheim     | Grünes Häkchensymbol für ja | Grünes Häkchensymbol für ja |           |